# Zhuangzi (livro)
O Zhuangzi (chinês :莊子) é um antigo texto da China, historicamente escrito por Chuang Tzŭ no final do Período dos Reinos Combatentes (476-221 a.C.), que contém prosa, poesia, humor e disputa que exemplificam a natureza despreocupada da sapiência taoísta e que, junto com o Tao Te Ching, é um dos dois idealistas textos fundamentais dessa religião. 
Embora o apreço pela obra muitas vezes se concentre em sua filosofia, o Zhuangzi também é considerado como uma das maiores obras de literatura no cânone chinês clássico. Influenciou significativamente os principais escritores e poetas chineses ao longo de mais de dois milênios, com o primeiro comentário atestado sobre a obra escrita durante a dinastia Han (202 a.C. – 220 d.C.). Tem sido chamado de "o texto pré-Qin mais importante para o estudo da literatura chinesa".
- Este artigo foi inicialmente traduzido, total ou parcialmente, do artigo da Wikipédia em inglês cujo título é «Zhuangzi (book)».